# Article 83 du traité sur le fonctionnement de l'Union européenne
L’article 83 du traité sur le fonctionnement de l'Union européenne permet à l'Union européenne d'introduire dans le droit pénal des États membres, et par la voie de directives, des lois pénales universelles, dits "eurocrimes".

## Disposition
L'article 83 du TFUE est formulé ainsi :

« 1.   Le Parlement européen et le Conseil, statuant par voie de directives conformément à la procédure législative ordinaire, peuvent établir des règles minimales relatives à la définition des infractions pénales et des sanctions dans des domaines de criminalité particulièrement grave revêtant une dimension transfrontière résultant du caractère ou des incidences de ces infractions ou d'un besoin particulier de les combattre sur des bases communes.
Ces domaines de criminalité sont les suivants : le terrorisme, la traite des êtres humains et l'exploitation sexuelle des femmes et des enfants, le trafic illicite de drogues, le trafic illicite d'armes, le blanchiment d'argent, la corruption, la contrefaçon de moyens de paiement, la criminalité informatique et la criminalité organisée.
En fonction des développements de la criminalité, le Conseil peut adopter une décision identifiant d'autres domaines de criminalité qui remplissent les critères visés au présent paragraphe. Il statue à l'unanimité, après approbation du Parlement européen.
2.   Lorsque le rapprochement des dispositions législatives et réglementaires des États membres en matière pénale s'avère indispensable pour assurer la mise en œuvre efficace d'une politique de l'Union dans un domaine ayant fait l'objet de mesures d'harmonisation, des directives peuvent établir des règles minimales relatives à la définition des infractions pénales et des sanctions dans le domaine concerné. Ces directives sont adoptées selon une procédure législative ordinaire ou spéciale identique à celle utilisée pour l'adoption des mesures d'harmonisation en question, sans préjudice de l'article 76.
3.   Lorsqu'un membre du Conseil estime qu'un projet de directive visée au paragraphe 1 ou 2 porterait atteinte aux aspects fondamentaux de son système de justice pénale, il peut demander que le Conseil européen soit saisi. Dans ce cas, la procédure législative ordinaire est suspendue. Après discussion, et en cas de consensus, le Conseil européen, dans un délai de quatre mois à compter de cette suspension, renvoie le projet au Conseil, ce qui met fin à la suspension de la procédure législative ordinaire.
Dans le même délai, en cas de désaccord, et si au moins neuf États membres souhaitent instaurer une coopération renforcée sur la base du projet de directive concerné, ils en informent le Parlement européen, le Conseil et la Commission. Dans un tel cas, l'autorisation de procéder à une coopération renforcée, qui est visée à l'article 20, paragraphe 2, du traité sur l'Union européenne et à l'article 329, paragraphe 1, du présent traité est réputée accordée et les dispositions relatives à la coopération renforcée s'appliquent. »

## Contenu et analyses
L'alinéa 3, paragraphe 3, contient une disposition relative à un « frein d'urgence » par lequel un État membre estimant qu'une directive « [porte] atteinte aux aspects fondamentaux de son système de justice pénale » pourrait demander à saisir le Conseil européen. Cette procédure concerne ici l'aspect substantif du droit pénal. Le Conseil européen décide dans les quatre mois et renvoi au Conseil sa décision permettant de reprendre ou maintenir la suspension de la procédure législative ordinaire. La procédure n’avait pas encore été utilisée en 2012.

## Sources

## Compléments